# Staw w Nekielce
Staw w Nekielce (komercyjnie: Łowisko Nekielka) – pożwirowy staw rybny zlokalizowany pomiędzy wsiami Nekielka i Starczanowo w powiecie wrzesińskim (województwo wielkopolskie).

## Charakterystyka
Staw powstał w 2003 w oparciu o dawne wyrobisko kopalni żwiru i ma 18 hektarów powierzchni. Mniej więcej w połowie otoczony jest przez lasy. Posiada kilka wysp. Jego głębokość waha się pomiędzy 1 a 4 metrami. Dno jest bardzo zróżnicowane. 

## Wędkarstwo
Staw jest własnością prywatną i pełni funkcję łowiska karpiowego z 27 stanowiskami dla wędkarzy i parkingiem. Po zbiorniku można poruszać się środkami pływającymi, sondować dno, stawiać markery i wywozić zestawy. Staw od momentu powstania był intensywnie zarybiany, w szczególności karpiem (w tym cyprinusem), którego populacja jest tu bardzo duża, w tym zwłaszcza populacja małych karpi (od 3 do 6 kg), które jednak odnotowują znaczne przyrosty. Oprócz niego w zbiorniku żyją jeszcze: płoć, wzdręga, leszcz, karaś, okoń, lin, szczupak, sandacz, węgorz, sum, tołpyga i amur. Łowisko jest czynne całodobowo od 1 marca do 31 grudnia, z wyjątkiem okresów, gdy na wodzie tworzy się lód. Rekordem wędkarskim łowiska jest karp o wadze 27,52 kg. Począwszy od 2008 na łowisku rozgrywane są zawody karpiowe z cyklu Grand-Prix Nekielki. W 2014 odbyły się tutaj II Otwarte Mistrzostwa Gniezna w Karpiowaniu Parami.